# Darrell Figgis
Darrell Edmund Figgis, född 17 september 1882 i Rathmines, Irland, död 27 oktober 1925 i Islington, London, var en irländsk författare.
Darrell Figgis, som skrev lyrik, romaner och litteraturkritik, författade en rad arbeten om Irlands historia och frihetskamp: The Gælic State in the past and future (1917), The historic case for Irish independence (1918), The economic case for Irish independence (1920) och Irish constitution explained (1922).